# Kitzlochklamm
Kitzlochklamm är en ravin i Österrike.   Den ligger i förbundslandet Salzburg, i den centrala delen av landet, 280 km väster om huvudstaden Wien. Kitzlochklamm ligger 986 meter över havet.
Terrängen runt Kitzlochklamm är bergig åt sydväst, men åt nordost är den kuperad. Kitzlochklamm ligger nere i en dal. Närmaste större samhälle är Saalfelden am Steinernen Meer, 18,3 km nordväst om Kitzlochklamm. 
I omgivningarna runt Kitzlochklamm växer i huvudsak blandskog. Runt Kitzlochklamm är det ganska glesbefolkat, med 43 invånare per kvadratkilometer.